# Hammer-Sommer
Hammer-Sommer was een Amerikaans automerk afkomstig uit Detroit, dat tussen 1902 en 1904 auto's bouwde.
Opgericht door Henry Hammer en de gebroeders Hammer, bouwde men vijfzits toerwagen met een 15pk tweecilinder boxermotor. Later zou Hammer de firma verlaten en gingen de broers alleen verder als Sommer. Ook dit werd geen succes en in 1905 sloot het de poorten.